# Grant Hill (produtor)
Grant Hill é um produtor de cinema australiano. Foi indicado ao Oscar de melhor filme na edição de 1999 pela realização da obra The Thin Red Line.

## Filmografia
- 1994 - The Crow
- 1994 - Street Fighter
- 1997 - Titanic
- 1998 - The Thin Red Line
- 2003 - The Matrix Reloaded
- 2003 - The Matrix Revolutions
- 2006 - V for Vendetta
- 2008 - Speed Racer
- 2009 - Ninja Assassin
- 2011 - The Tree of Life
- 2012 - Cloud Atlas
- 2015 - Jupiter Ascending
- 2015 - Sense8